# Biztatási kár
A biztatási kár (más néven az utaló magatartás) a polgári jogban szereplő jogintézmény. Arra az esetre vonatkozik, ahol a károsodás a másokba vetett bizalom folytán, másnak a biztatására következik be. Ha  valaki a célzott magatartásával másban valamely tény valósága iránt hitet ébreszt, és a másik e hite alapján kárt szenved, ezért a magatartás tanúsítója helytállni tartozik. A biztatási kár tehát abból a szándékos magatartásból következik be, hogy az egyik személy a másik jóhiszemű személyt alapos okkal költséges vagy más szempontból kárt eredményező, önhibáján kívüli magatartásra indította.

## Néhány példa
A biztatási kár esete mind a gazdasági szférában, mind a magánszemélyek között előállhat.
- A legfontosabbak az ún. házassági ígéret körébe tartozó esetek. Ha a házassági ígéret komoly, vagy legalább komoly szándék látszata kíséri, a házasságkötés előkészítése körében vállalt költségek megtérítését az esküvő elmaradása esetén alappal lehet kérni. Előfordult, hogy a felek kapcsolata alapján a leány szülei az esküvő időpontját kitűzték, közölték az általuk vállalt kiadásokat, és a leendő férj hallotta ezeket a kijelentéseket, bár nem reagált rájuk. A 19. század végén, a 20. század elején születtek olyan bírói döntések, amelyek a fent említett költségek mellett az elcsábított hajadon szüzességének elvesztését tekintették a legfőbb kárnak.[4]

Alaptalan ugyanakkor a követelés, ha bármely körülményből a házassági ígéret alaptalansága, komolytalansága következik, ilyen eset volt pl., amikor a házas férfival kapcsolatot hosszabb ideig fenntartó nő hitte – alaptalanul – azt, hogy a férfi miatta elválik és őt elveszi. Tehát önmagában a hosszabb kapcsolat vagy annak intenzív, elmélyült volta sem alapozza meg a önmagában a jóhiszeműséget.
- A munkajogban előforduló jellemző eset, hogy a munkavállalónak új munkaviszony létrehozatalát ígérik, a munkavállaló korábbi munkaviszonyát megszünteti, de az új munkaviszonyt vele nem hozzák létre. Ilyen esetben a munkavállaló a munkaviszony megszüntetéséből előállt indokolt kárai megtérítését követelheti.
- A biztatási kár érvényesítésének fontos korlátja ugyanakkor, hogy a valamely üzletben, befektetésben való részvétel reményében saját döntés alapján végzett tevékenység (előkészületek, befektetés) költsége biztatási kárként nem követelhető. Ezt meghaladóan, ahogy az üzleti élet minden területén, itt is érvényesül az a szabály, hogy a vállalkozó, az üzletember megfelelő gondossággal kell eljárjon, szerződéskötésben való megalapozatlan bizakodás esetén a károkat nem háríthatja üzleti partnerére. Ha ugyanis a megrendelő határozott vevői igényeket (méret, anyag, színek megnevezése, teljesítési határidő megjelölése) közöl levélben, és a vállalkozónak indokolt költségei keletkeztek, akkor a kára megtérítését igényelheti.
- Más esetben a megrendelő szerződéskötés nélkül rendelt meg tervezési munkát. A felek előtt a munka sürgőssége ismert volt. A tervet a tervező a körülményekből következően indokolt módon elkészítette, de azt a megrendelő utóbb át nem vette, így végzett munkája és indokolt költségei mértékéig kártalanítást igényelhetett.
- Az is előfordulhat, hogy  a megrendelő utasítja a tervezőt, hogy a terv kapcsán egyeztessen a kivitelezővel, mely felhívásra a tervező eljár, költségeket visel, végül azonban a megrendelő visszavonja a megrendelést.
- Előfordult, hogy a beruházó felvonulási épületeket építtetett a kivitelezővel, amelyek utóbb – a beruházó döntése miatt – feleslegessé váltak. A kivitelező indokolt költségei erejéig biztatási kár címén kártalanításra volt jogosult.